# Breite Straße 41 (Quedlinburg)

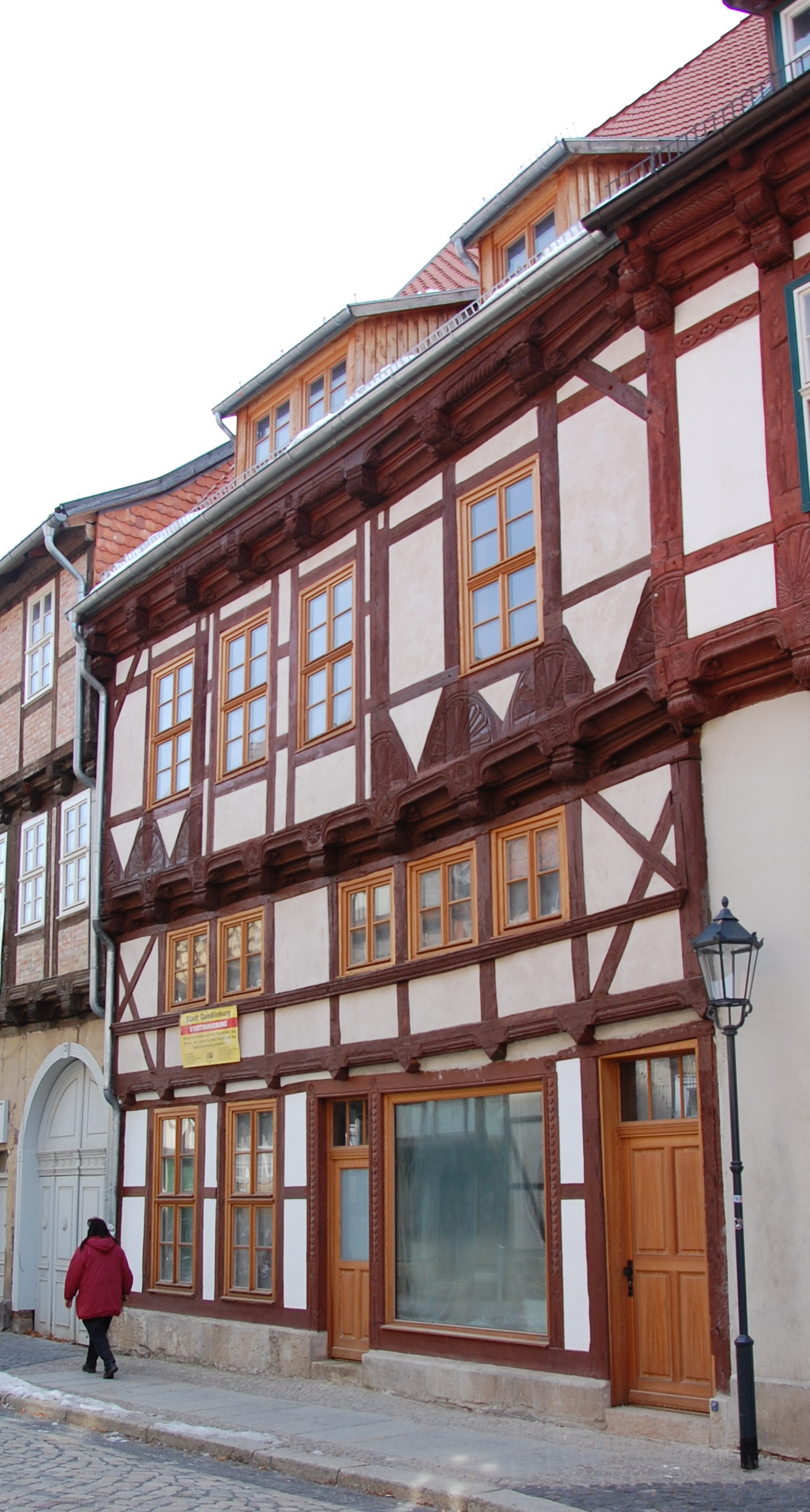
Haus Breite Straße 41

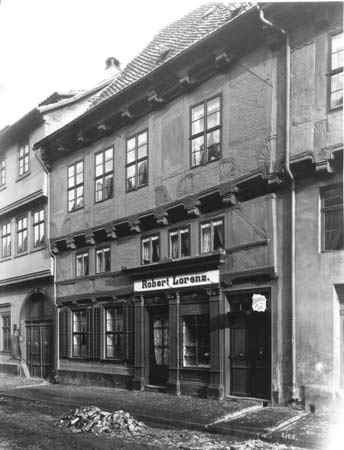
Aufnahme aus der Zeit um 1900

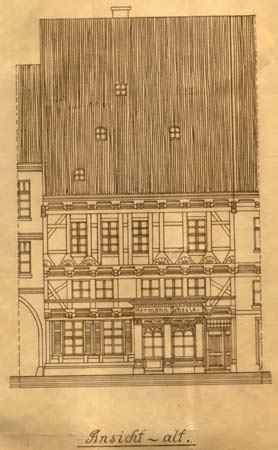
Zustand im Jahr 1909

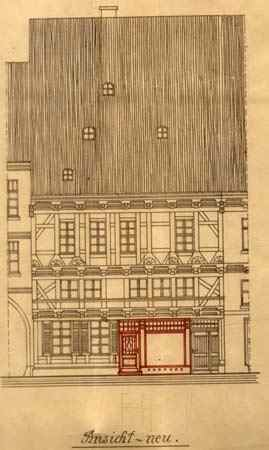
Zeichnung des 1909 vorgenommenen Umbaus

Das Haus Breite Straße 41 ist ein denkmalgeschütztes Gebäude in der Stadt Quedlinburg in Sachsen-Anhalt.

## Lage
Es befindet sich nordöstlich des Marktplatzes der Stadt und gehört zum UNESCO-Weltkulturerbe. Im Quedlinburger Denkmalverzeichnis ist es als Kaufmannshof eingetragen. Nördlich grenzt das gleichfalls denkmalgeschützte Haus Breite Straße 40, südlich das Haus Breite Straße 42 an.

## Architektur und Geschichte
Das Vorderhaus des Anwesens entstand im Jahr 1551 in Fachwerkbauweise. Auf dieses Jahr verweist eine Bauinschrift. Eine dendrochronologische Untersuchung ergab, dass die verwendeten Hölzer in den Jahren 1549/50 gefällt worden waren. Der den Bau ausführende Zimmermeister ist nicht überliefert. Bauherr war der Ratskämmerer Joachim Quenstedt. Die Fassade ist üppig mit Verzierungen versehen. So finden sich Taustab und Schiffskehle sowie Fächerrosetten an den Fußwinkelhölzern. Darüber hinaus bestehen in den Eckgefachen zur Aussteifung der Fachwerkkonstruktion Kopfbänder mit Überblattungen. Das neunte Gebinde im oberen Geschoss des Hauses dient auch dem südlichen Nachbargebäude Breite Straße 42. Das Obergeschoss ist im Stil der Renaissance gestaltet. Die Balkenköpfe sind als Zylinderbalkenköpfe gestaltet. An der Stockschwelle befinden sich unterhalb der aus Eichenholz bestehenden Ständer geschnitzte Ornamente. In späterer Zeit wurden die Fensteröffnungen vergrößert und die unterhalb der Fenster befindlichen Riegel entsprechend herabgesetzt. Die Gefache waren mit Strohlehm verfüllt und mit einem Lehmputz versehen. Einige so gestaltete Gefache sind in der Giebelwand noch aus der Bauzeit erhalten.
In der Zeit um 1680 wurde das Zwischengeschoss im Stil des Barock in das hohe Untergeschoss eingefügt, wobei es etwas über das Erdgeschoss vorkragt. Hierbei entstanden dort auch die Pyramidenbalkenköpfe, die profilierte Brüstungsbohle mit Tröpfchenfries und die Fachwerkfigur des Halben Manns. Auch hier wurde die Stockschwelle mit Schiffskehlen verziert. Die Fenster sind quadratisch und bestanden möglicherweise ursprünglich in allen Gefachen.
Das Anwesen bildete mit dem südlich angrenzenden Haus zunächst eine Einheit. Die Familie Quenstedt blieb bis zum Ende des 17. Jahrhunderts Eigentümer des als Acker- und Brauhof genutzten Komplexes. Es schloss sich eine Nutzung als Gasthof an. Durch Heinrich Christian Bertram erfolgte im 18. Jahrhundert eine Teilung der Grundstücke.
Um 1830 erfolgte ein Umbau des Erdgeschosses im Stil des Klassizismus. Ende des 19. Jahrhunderts bestand im Erdgeschoss ein von der Konditorei Robert Lorenz genutztes Ladengeschäft. Mittig im Haus war die Ladentür angeordnet, rechts außen die Haustür. Die links befindlichen zwei Fenster waren von einem mittig angeordneten Kämpfer sowie von einer die Fenster umfassenden Umrahmung gefasst. Das Ladenfenster sowie die Ladentür waren im Stil der Neogotik von seitlich angeordneten Pilastern mit korinthischen Kapitellen umgeben. Sowohl das Fenster als auch die Ladentür wiesen Sprossen auf, die nach oben als Spitzbögen gestaltet waren. Die Hauseingangstür wies in ihrem unteren Feld ebenfalls neogotische Elemente auf. Oberhalb des Ladens befand sich eine Bekrönung im Stil des Klassizismus, unter der sich der Namenszug des Ladeninhabers befand.
1909 erfolgte ein weiterer Umbau, bei dem die Ladenfassade geändert und ein großes Schaufenster eingefügt wurde. Die neogotische Ladentür, das Ladenfenster und die Umrahmung wurden entfernt. Erhalten blieb zunächst noch die Hauseingangstür. Anfang des 21. Jahrhunderts war die Ladenfassade jedoch bereits wieder entfernt und durch zwei Fenster ersetzt. Die Fenster verfügten über Fensterläden, die noch aus dem 19. Jahrhundert stammten. Bei einer nach 2007 durchgeführten Sanierung durch das Architekturbüro qbatur wurde wiederum ein Ladengeschäft eingefügt. Die neogotische Hauseingangstür wurde entfernt. Die Aufteilung der Erdgeschossfassade entspricht nun wieder der nach dem Umbau von 1909.
Im Gebäudeinneren ist die aus der Bauzeit des Hauses stammende Konstruktion erhalten. Je Stockwerk trägt der Hausbaum einen Längsunterzug, auf dem die Deckenbalken aufliegen. Zur Aussteifung bestehen auch im Inneren Kopfstreben, die in jedem Gebinde von den Außenwänden zu den Deckenbalken verlaufen. Der dreistöckige Dachstuhl des Hauses ist bauzeitlichen Ursprungs und hat eine Höhe von zehn Metern. Vermutlich wurde dieser verhältnismäßig hohe Dachraum als Speicher bzw. Lager genutzt.
Ein hofseitiger Gebäudeflügel entstand um 1670 ebenfalls in Fachwerkbauweise, wobei sich an der Fassade Andreaskreuze und Rauten befinden.